# Szabadbattyán
Szabadbattyán [sabatbaťán] je velká obec v Maďarsku v župě Fejér, spadající pod okres Székesfehérvár. Nachází se asi 3 km jihozápadně od Székesfehérváru. V roce 2015 zde trvale žilo 4 518 obyvatel. Dle údajů z roku 2011 tvořili 88,8 % obyvatelstva Maďaři, 0,9 % Romové, 0,7 % Němci a 0,2 % Rumuni, přičemž 11,2 % obyvatel se ke své národnosti nevyjádřilo.
Szabadbattyánem procházejí silnice 7, 6214, 6307 a 7202. Sousedními obcemi jsou Kőszárhegy, Sárszentmihály, Tác, Úrhida a město Székesfehérvár.